# سیارک ۵۰۸۷
سیارک ۵۰۸۷ (به انگلیسی: 5087 Emelʹyanov، نامگذاری:1978RM2) پنج هزار و هشتاد و هفتمین سیارک کشف شده‌است که در ۱۲ سپتامبر ۱۹۷۸ کشف شد.
قدر مطلق سیارک برابر ۱۳٫۱۰ است.